# 갑상샘염
갑상샘염(thyroiditis)은 갑상샘의 염증이다. 갑상샘은 후두 돌출부 아래 목 앞쪽에 위치하며 신진대사를 조절하는 호르몬을 생성한다.

## 같이 보기
- 하시모토 갑상샘염
- 새염색체
- 작은입증
- 선천 매독